# Gerd Wessig
Gerd Wessig (Lübz, 16 juli 1959) is een Duitse hoogspringer, die in zijn actieve carrière de DDR vertegenwoordigde en in 1980 olympisch kampioen hoogspringen werd.

## Biografie
Hij studeerde aan de John-Brinckmann-Schule in Goldberg. Met een persoonlijk record van 2,30 m werd hij in 1980 onverwachts Oost-Duits kampioen en plaatste zich hiermee voor de Olympische Spelen van Moskou in 1980. Daar maakte hij zijn favorietenrol meer dan waar door niet alleen met een beste sprong van 2,36 m de wedstrijd te winnen, maar tegelijkertijd ook het wereldrecord te verbreken. Hij was hiermee de eerste hoogspringer die op een Olympische Spelen het wereldrecord kon verbeteren bij het hoogspringen. Het zilver ging naar de voormalig wereldrecordhouder Jacek Wszoła uit Polen.
Na de Olympische Spelen probeerde hij het als tienkamper (PR 8015 punten). Door de vele blessures die hij opliep was hij genoodzaakt om weer terug op het hoogspringen over te stappen. In 1985 werd hij tweede op de wereldbekerwedstrijd en in 1986 behaalde hij op het EK een zevende plaats.
Hij leerde voor kok en studeerde Gastronomie. Sinds het einde van zijn sportcarrière runt hij een sport- en vrijetijdswinkel in Lübstorf-Rugensee. Hij trouwde met verspringster Christine Schima (PR 6,96 m, 7e EK 1982).
Zijn zoon Daniel Wessig speelt handbal in het Duitse nationale jeugdteam.

## Titels
- Olympisch kampioen hoogspringen - 1980
- Oost-Duits kampioen hoogspringen (outdoor) - 1980, 1984, 1985, 1986, 1988, 1989
- Oost-Duits kampioen hoogspringen (indoor) - 1980, 1984, 1985, 1987

## Wereldrecords
| Hoogte | Datum           | Plaats |
| ------ | --------------- | ------ |
| 2,36 m | 1 augustus 1980 | Moskou |

## Palmares

### Hoogspringen
- 1980:  OS - 2,36 m
- 1985:  Europacup - 2,29 m
- 1986: 7e EK - 2,25 m
- 1987:  Europacup - 2,26 m

1896: Ellery Clark ·
1900: Irving Baxter ·
1904: Samuel Jones ·
1908: Harry Porter ·
1912: Alma Richards ·
1920: Richmond Landon ·
1924: Harold Osborn ·
1928: Robert Wade King ·
1932: Duncan McNaughton ·
1936: Cornelius Johnson ·
1948: John Winter ·
1952: Walter Davis ·
1956: Charles Dumas ·
1960: Robert Sjavlakadze ·
1964: Valeri Broemel ·
1968: Dick Fosbury ·
1972: Jüri Tarmak ·
1976: Jacek Wszoła ·
1980: Gerd Wessig ·
1984: Dietmar Mögenburg ·
1988: Hennadi Avdjejenko ·
1992: Javier Sotomayor ·
1996: Charles Austin ·
2000: Sergej Kljoegin ·
2004: Stefan Holm ·
2008: Andrej Silnov ·
2012: Erik Kynard ·
2016: Derek Drouin ·
2020: Gianmarco Tamberi & Mutaz Essa Barshim ·
2024: Hamish Kerr